# (8568) Larrywilson
(8568) Larrywilson est un astéroïde de la ceinture principale.

## Description
(8568) Larrywilson est un astéroïde de la ceinture principale. Il fut découvert le 10 septembre 1996 à Haleakala par le programme NEAT. Il présente une orbite caractérisée par un demi-grand axe de 2,16 UA, une excentricité de 0,10 et une inclinaison de 0,9° par rapport à l'écliptique.

## Compléments